# Улук
Улук е един от основните елементи на водосточната система. Неговата функция е да събира и отвежда дъждовната вода от покрива на дадена сграда. По този начин се защитава фундамента на сградата (най-често къща) от наводняване, предотвратява се корозията и от друга страна събраната дъждовна вода може да се използва по-късно за напояване или други цели. Водата от улука се стича по водосточна тръба.
Улуците са с формата на жлеб, улей, като най-използваният материал е метал – алуминий, стомана, чугун, но може да е направен и от PVC, камък или дърво (обикновено старите улуци).